# BAE Abdón Calderón
Le BAE Abdón Calderón est un navire de la marine équatorienne, construit en 1885 et conservé en tant que navire musée à Guayaquil.

## Historique
Le BAE Abdón Calderón a été construit en 1885 à Port Glasgow, en Écosse, par David Dunlop & Co en tant que cargo du nom de Chaihuin pour les armateurs chiliens Adam Greulich y Compañia de Valparaíso. En décembre 1886, il est acheté par le gouvernement équatorien, devenant le vapeur de guerre Cotopaxi, et armé de quatre canons Armstrong à chargement par la culasse et de deux mitrailleuses Gatling. En 1892, le Cotopaxi est reclassé comme croiseur.
En septembre 1913, lors de la révolution de la Concha à la suite de l’assassinat du président Eloy Alfaro, les habitants d’Esmeraldas se révoltent contre le gouvernement du nouveau président, le général Leónidas Plaza, et attaquent le quartier général local de l’armée. Le Cotopaxi était ancré à proximité. Il s’est approché de la ville et a tiré des coups de semonce avec son canon de 76 mm. Avec l’aide de deux détachements de son équipage qui descendirent à terre, l’armée fut délivrée. Un siège prolongé s’ensuivit, mais après la fin des révoltes en 1916, une période d’austérité conduisit à la réduction de la taille de la marine, seul le Cotopaxi restant en service au milieu des années 1920. À partir de 1924, il est également utilisé comme navire-école. En 1927, le Cotopaxi est à nouveau classé comme canonnière. Neuf ans plus tard, son nom est changé en Abdón Calderón en l’honneur du héros révolutionnaire décédé des suites de blessures subies le 24 mai 1822 lors de la bataille de Pichincha.

### Guerre équatorienne-péruvienne
Au début de la guerre péruano-équatorienne de 1941 en juillet 1941, le port de Guayaquil est bloqué et le BAE Abdón Calderón est préparé à la hâte, mais avec un armement archaïque. Le 25 juillet, il rencontra le destroyer péruvien de classe Orfei BAP Almirante Villar dans le canal de Jambelí,,,. Le navire équatorien, qui était en transit vers Guayaquil, a viré de 180° par rapport à sa route initiale dès qu’il a reconnu le navire péruvien, fuyant vers Puerto Bolívar tout en tirant des coups de canon. Le BAP Almirante Villar a fait de même, manœuvrant en rond et évitant de s’approcher trop près de la côte en raison de la faible profondeur du fond marin. Après 21 minutes d’échange de tirs entre les deux navires, l’incident a pris fin,,.
De son côté, le destroyer Almirante Villar a poursuivi ses opérations sans autre interruption sur le théâtre d'opérations nord jusqu’au 1er octobre de la même année, date à laquelle il est retourné au port de Callao. Pour sa part, l'Abdón Calderón a subi de graves dommages à sa chaudière lorsqu’il a forcé les feux dans sa fuite, l’obligeant à se cacher dans la végétation dense entre le canal de Jambelí et l’estuaire de Santa Rosa.
Selon l’histoire militaire officielle de l’Équateur, le BAP Almirante Villar a subi des dommages importants de la part du BAE Calderón, mais il n’y a aucune preuve matérielle ni document à l’appui d’une telle version. Il n’a pas été possible de démontrer avec des preuves que le destroyer péruvien a reçu des impacts et a été endommagé selon le rapport du commandant équatorien Morán, capitaine du Abdón Calderón.
L'Abdón Calderón a ensuite été transféré à la Garde côtière et est resté en service actif jusqu’en 1957, date à laquelle il a été amarré au port.

## Navire-musée

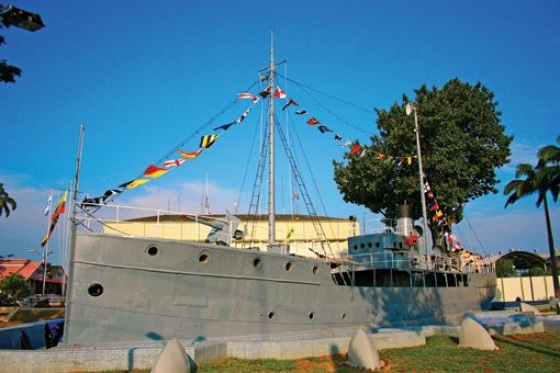
Le BAE Abdón Calderón au the Parque de la Armada

En 1960, l'Abdón Calderón a été désarmé pour être converti en navire musée commémoratif statique et placé à terre dans le Parque de la Armada (parc de la marine) à Guayaquil. Le musée a été inauguré en 1972.